# Encephalitozoonoza
Encephalitozoonoza, encefalitozoonoza – pasożytnicza choroba atakująca króliki powodowana przez pierwotniaka Encephalitozoon cuniculi.
Pasożyty te atakują głównie komórki ośrodkowego układu nerwowego oraz nabłonek kanalików nerkowych, a także makrofagi.

## Chorobotwórczość
Początkowo encefalitozoonozę uznawano za chorobę dotyczącą tylko królików. Obecnie wiadomo, że zarażeniu ulegają także psy, koty, lisy, szczury, myszy, świnki morskie i człowiek (głównie osoby z upośledzoną odpornością, np. chorzy na AIDS). U psów i kotów encefalitozoonozę spotyka się rzadko.
Do zarażenia wystarczy niewielka liczba pierwotniaków. Po osiedleniu organizmu, formy potomne pasożyta (spory) wydalane są z moczem.

### Objawy choroby
U królików stwierdza się zaburzenia układu nerwowego. Charakterystycznym objawem jest kręcz szyi (przekręcanie głowy w jedną stronę).
Innymi objawami są drgawki, ataksja, porażenie oraz niewydolność nerek. Ponadto występuje wielomocz oraz zwiększone pragnienie.

### Diagnostyka
Standardowe metody serologiczne takie jak ELISA są skuteczne jedynie w hodowlach zwierząt laboratoryjnych. Wyniki badań biochemicznych krwi o podwyższonych parametrach nerkowych mogą sugerować pośrednio tę chorobę.
Potwierdzeniem rozpoznania może być znalezienie spor w moczu królika, jednakże spory te wydalane są z moczem przez krótki czas. Badanie wykonuje się poprzez barwienie moczu metodą Grama lub Ziehla-Neelsena.
Przyżyciowo najlepszą metodą diagnostyczną jest metoda PCR.

### Leczenie
Najczęściej stosuje się leczenie objawowe.
Ponadto przy wystąpieniu objawów nerwowych do terapii wprowadza się leki sterydowe.
W celu zwalczenia inwazji pierwotniaków stosuje się albendazol, który jest lekiem z wyboru.
W niektórych przypadkach stosuje się również antybiotyki w celu uniknięcia wtórnych zakażeń bakteryjnych.